# Cain’s Offering
Cain’s Offering ist eine finnische Power-Metal-Supergroup, die 2009 gegründet wurde.

## Geschichte
Cain’s Offering wurde von den Ex-Sonata Arctica Mitgliedern Jani Liimatainen und Mikko Härkin, Stratovarius Sänger Timo Kotipelto, Norther und Wintersun Bassist Jukka Koskinen und Schlagzeuger Jani Hurula gegründet. Ihr Debütalbum Gather the Faithful wurde in Asien am 22. Juli 2009 durch das Japanische Label Avalon. und in Europa am 27. August 2009 von Frontiers Records veröffentlicht.
Die gesamte Musik und Texte wurden von Jani Liimatainen geschrieben.

## Diskografie
Alben
- 2009: Gather the Faithful
- 2015: Stormcrow